# Pskowa
Pskowa – rzeka w północno-zachodniej Rosji, prawy dopływ Wielikiej. Ma długość 102 km. Przepływa m.in. przez miejscowości Toroszino, Czernjakowicz, Golubowo. Wpada do Wielikiej w Pskowie.